# Rena rama sanningen (film, 1931)
Rena rama sanningen, amerikansk film från 1931 baserad på Frederic S. Ishams (1865–1922) roman Nothing But the Truth samt en pjäs av James H. Montgomery (1878–1966).

## Om filmen
Filmen är inspelad i studio i Joinville-le-pont, Val-de-Marne, Frankrike.

## Rollista
- Marita Ángeles
- Jaro Fürth
- Tibor von Halmay
- Harry Hardt
- Trude Hesterberg
- Jenny Jugo
- Oskar Karlweis
- Alexander Köckert
- Harry Nestor
- Hans Adalbert Schlettow
- Otto Wernicke